# Carlos Benítez Gavilán
Carlos Benítez Gavilán (Formosa, Argentina, 10 de mayo de 1993) es un baloncestista argentino que actualmente se desempeña como alero o ala pívot para La Armonía de la Liga Provincial de Básquetbol de Mayores de Entre Ríos en Argentina. Pese a que en su etapa formativa jugó en Boca y Atenas, casi toda su carrera la desarrolló en las categorías del ascenso argentino. Asimismo Benítez Gavilán integró el plantel de Formosa que se impuso en el Campeonato Argentino de Básquet 2019. 

## Carrera

### Clubes
| Club                    | País      | Año             |
| ----------------------- | --------- | --------------- |
| Estudiantes de Formosa  | Argentina | 2012            |
| La Unión de Formosa     | Argentina | 2012 - 2013     |
| Estudiantes de Formosa  | Argentina | 2013            |
| Anzorena                | Argentina | 2013 - 2014     |
| Sarmiento de Formosa    | Argentina | 2014            |
| Unión Orán              | Argentina | 2014 - 2015     |
| La Unión de Formosa     | Argentina | 2015 - 2016     |
| Unión Orán              | Argentina | 2016 - 2017     |
| Sol de Mayo             | Argentina | 2017            |
| Neptunia                | Argentina | 2017 - 2018     |
| Sarmiento de Formosa    | Argentina | 2018            |
| Capuchinos de Concordia | Argentina | 2018 - 2019     |
| Sarmiento de Formosa    | Argentina | 2019 - 2020     |
| Central Entrerriano     | Argentina | 2021            |
| Neptunia                | Argentina | 2022            |
| Sarmiento de Formosa    | Argentina | 2022            |
| Central Entrerriano     | Argentina | 2022            |
| San José                | Argentina | 2023            |
| Presidente Derqui       | Argentina | 2023            |
| Central Entrerriano     | Argentina | 2024            |
| Sportivo San Salvador   | Argentina | 2024            |
| Luis Luciano            | Argentina | 2025            |
| La Armonía              | Argentina | 2025 - Presente |

## Selección nacional
Benítez Gavilán formó parte de los seleccionados juveniles de baloncesto de Argentina, llegando a integrar el equipo nacional que participó del Campeonato Mundial de Baloncesto Sub-17 de 2010 y del torneo de baloncesto 3x3 de los Juegos Olímpicos de la Juventud de Singapur 2010.